# سيث بوتنام
سيث بوتنام (بالإنجليزية: Seth Putnam)‏ هو مغني ومغن مؤلف وموسيقي أمريكي، ولد في 15 مايو 1968 في أوستن في الولايات المتحدة، وتوفي في 11 يونيو 2011 بسبب نوبة قلبية.

## وصلات خارجية
- سيث بوتنام على موقع ميوزك برينز (الإنجليزية)
- سيث بوتنام على موقع أول ميوزيك (الإنجليزية)
- سيث بوتنام على موقع ديسكوغز (الإنجليزية)